# Gmina Medvode
Medvode – gmina w Słowenii. W 2010 roku liczyła 15 393 mieszkańców.

## Miejscowości
Miejscowości wchodzące w skład gminy Medvode:

- Belo
- Brezovica pri Medvodah
- Dol
- Dragočajna
- Golo Brdo
- Goričane
- Hraše
- Ladja
- Medvode – siedziba gminy
- Moše
- Osolnik
- Preska
- Rakovnik
- Seničica
- Setnica
- Smlednik
- Sora
- Spodnja Senica
- Spodnje Pirniče
- Studenčice
- Tehovec
- Topol pri Medvodah
- Trnovec
- Valburga
- Vaše
- Verje
- Vikrče
- Zavrh pod Šmarno Goro
- Zbilje
- Zgornja Senica
- Zgornje Pirniče
- Žlebe